# Together (Ferry Corsten)
Together is het tweede studioalbum van de Nederlandse tranceartiest Ferry Corsten dat onder zijn alias "System F" werd gepubliceerd. Het album is uitgebracht op 29 januari 2003 en telt 15 nummers.
Het album is uitsluitend in Japan uitgebracht en werd gemengd ontvangen in recensies. Men prees de herkenbare sound van Corsten, maar kritiek was er op de ongelijkmatige kwaliteit van de nummers.
Op het album maakt Corsten hevig gebruik van de Roland JP-8000 synthesizer.

## Nummers
Het album bevat de volgende nummers:
| 1.                 | Together                   | 3:23 |
| 2.                 | The Sonnet                 | 3:59 |
| 3.                 | Ligaya (als Gouryella)     | 3:28 |
| 4.                 | Ignition, Sequence, Start! | 3:31 |
| 5.                 | Dance Valley Theme         | 3:43 |
| 6.                 | Deja Vu                    | 3:55 |
| 7.                 | Spaceman                   | 2:21 |
| 8.                 | Savannah                   | 3:45 |
| 9.                 | Pegasus                    | 3:19 |
| 10.                | Reaching Your Soul         | 4:36 |
| 11.                | Devotion                   | 4:21 |
| 12.                | Underwater                 | 4:07 |
| 13.                | Solarize                   | 4:51 |
| 14.                | Q-Rious                    | 3:45 |
| 15.                | Spread Your Wings          | 3:54 |
| Totale duur: 57:58 |                            |      |

## Medewerkers
- Ferry Corsten – componist, producent
- John Ewbank - bijdrage op track 3